# Poświata niebieska
Poświata niebieska – bardzo słaba emisja światła, której źródłem jest atmosfera planety. W przypadku Ziemi powoduje ona, że nocne niebo nigdy nie jest całkowicie czarne, nawet po odjęciu światła gwiazd, czy światła słonecznego rozproszonego przez dzienną stronę planety.
Zjawisko poświaty zostało pierwszy raz opisane w 1868 przez Andersa Ångströma. Badania laboratoryjne zidentyfikowały, a obserwacje astronomiczne potwierdziły, szereg reakcji chemicznych i fizycznych zachodzących w atmosferze, które mogą emitować światło.
Poświata niebieska może być dostrzeżona gołym okiem, a nazwę zawdzięcza odbieranemu kolorowi. Jej intensywność jest izotropowa, ale obserwatorowi na ziemi wydaje się najintensywniejsza około 10° nad horyzontem. Jest to spowodowane różną grubością atmosfery, na którą się spogląda w zależności od kąta patrzenia.
Głównym źródłem poświaty są procesy zachodzące w górnych warstwach atmosfery, takie jak:
- rekombinacja atomów zjonizowanych w ciągu dnia przez światło słoneczne lub przez całą dobę przez promieniowanie kosmiczne
- chemiluminescencja tlenu i azotu reagującego z jonami hydroksylowymi lub ze sobą nawzajem (NO) na wysokościach rzędu kilku, kilkuset kilometrów. Chemiluminescencja pochodzi również od reakcji z sodem i litem.

Obecność poświaty ogranicza możliwości obserwacyjne optycznych teleskopów naziemnych, co jest jednym z powodów wynoszenia takich urządzeń na orbitę okołoziemską, poza atmosferę, jak na przykład Kosmiczny Teleskop Hubble’a.